# Mikko Kavén
Mikko Juhani Kavén (Lahti, 19 februari 1975) is een voormalig profvoetballer uit Finland, die speelde als doelman. Hij beëindigde zijn actieve loopbaan in 2010 bij de Finse club Tampere United. Behalve in Finland speelde Kavén clubvoetbal in Schotland en Noorwegen.

## Interlandcarrière
Kavén kwam in totaal vijftien keer uit voor de nationale ploeg van Finland in de periode 1997–2006. Hij maakte zijn debuut onder leiding van bondscoach Richard Møller-Nielsen op 21 februari 1997 in de vriendschappelijke wedstrijd tegen Maleisië (2-1 nederlaag) in Kuala Lumpur, net als Saku Puhakainen (TPS Turku), Toni Kuivasto (MyPa), Arto Halonen (FF Jaro) en Mika Motturi (FC Lahti).

## Erelijst
Tampere United
- Veikkausliiga

2001, 2006, 2007
- Suomen Cup

2007